# Monte Binga
Monte Binga (2436 m n. m.) je hora v pohoří Chimanimani v jihovýchodní Africe. Leží v západním Mosambiku v provincii Manica nedaleko zimbabwských hranic. Jedná se o nejvyšší horu Mosambiku. Hora se nachází na území národního parku Chimanimani.